# Primera B de Chile 2015-16
El Campeonato Nacional de Primera B del Fútbol Profesional 2015-16, o simplemente Campeonato Loto, fue la edición N.º 66 de este torneo. Corresponde a la temporada 2015-2016 de la Primera B del fútbol chileno. Es organizado por la Asociación Nacional de Fútbol Profesional de Chile (ANFP). Comenzó el día 24 de julio de 2015 y finalizó el día 22 de mayo de 2016.
Este es el tercer torneo, que se juega bajo el nuevo calendario adoptado por el fútbol chileno, con un formato que sigue la usanza europea, de inicio de temporada a mitad de año. Este formato de calendario, se aplica también a la Primera División y la Segunda División Profesional, respectivamente. Los equipos que se sumarán para esta temporada, son los equipos de Barnechea, Cobreloa (que participará sorpresivamente, tras su primer descenso de la historia) y Ñublense, que descendieron de la tabla de coeficiente de rendimiento de la Primera División 2014-2015 y Deportes Puerto Montt que se coronó campeón de la Segunda División Profesional 2014-15 y que regresa a la Primera B, luego de 2 años y medio de ausencia, ya que no jugaba en la Primera B, desde el año 2012 (año en que descendió de la categoría). Como dato a destacar, Deportes Copiapó deberá jugar por todo el 2015 y 2016 en el Estadio La Caldera, debido a que el Estadio Luis Valenzuela Hermosilla de Copiapó, fue afectado por un aluvión por fuertes lluvias, que ocurrió el 25 de marzo de 2015.
El equipo que finalmente se coronó campeón y consiguió el ascenso directo a la Primera División fue Deportes Temuco quien de esta forma volvía a la máxima categoría tras 11 años después de sufrir su último descenso en 2005, Everton también ascendió a la máxima categoría tras ganar la liguilla por el segundo ascenso derrotando a Deportes Puerto Montt en la final y regresando de esta manera a la máxima categoría tras 2 años después de sufrir su último descenso en 2014, mientras que el equipo descendido a la Segunda División Profesional fue Barnechea (equipo que venía de descender la temporada anterior desde Primera División), adicionalmente y pese a clasificar a la liguilla por el segundo ascenso, Deportes Concepción fue desafiliado de la ANFP tras irregularidades financieras.

## Aspectos generales

### Sistema de campeonato
Se jugarán 30 fechas divididas en 2 ruedas, bajo el sistema conocido como todos contra todos, donde cada rueda representará un campeonato distinto (Apertura y Clausura). En este torneo, se observará el sistema de puntos, de acuerdo a la reglamentación de la Internacional F.A. Board, asignándose tres puntos, al equipo que resulte ganador; un punto, a cada uno en caso de empate; y cero punto al perdedor.
El orden de clasificación de los equipos, se determinará en una tabla de cómputo general, de la siguiente manera:
- A) Mayor cantidad de puntos obtenidos; en caso de igualdad;
- B) Mayor diferencia entre los goles marcados y recibidos; en caso de igualdad;
- C) Mayor cantidad de partidos ganados; en caso de igualdad;
- D) Mayor cantidad de goles convertidos; en caso de igualdad;
- E) Mayor cantidad de goles de visita marcados; en caso de igualdad;
- F) Menor cantidad de tarjetas rojas recibidas; en caso de igualdad;
- G) Menor cantidad de tarjetas amarillas recibidas; en caso de igualdad;
- H) Sorteo.

En cuanto al campeón del torneo 2015-16, se definirá de acuerdo al siguiente sistema:
- A) Mayor cantidad de puntos obtenidos; en caso de igualdad;
- B) Partido de definición en cancha neutral.

En caso de que la igualdad sea de más de dos equipos, esta se dejará reducida a dos clubes,
de acuerdo al orden de clasificación de los equipos determinado anteriormente.

### Modalidad
Para el torneo de Primera B 2015-16, el sistema de campeonato será diferente al de los últimos años. Por ejemplo, ya no se jugará la fase zonal, solo nacional.
- Torneo Primera B 2015-2016: Se jugará a partir del mes de julio de 2015 y finalizará en el mes de mayo de 2016. Se jugarán 2 ruedas de 15 fechas, siendo eliminadas las fases zonales, para solo disputarse las fases nacionales. Se jugarán en total 30 fechas.

El equipo que obtenga la mayor cantidad de puntos en la tabla general (sumatoria de las tablas de las 2 fases de la Primera Rueda y Segunda Rueda), se utilizará para determinar al Campeón Nacional de Primera B 2015-2016 y de paso, ascenderá automáticamente a la Primera División para la próxima temporada 2016-2017. La ANFP determinó además, que el equipo que gane un reducido entre los 4 mejores puntajes de la Primera Rueda, (Everton) y el equipo que gane entre los 4 mejores puntajes de la Segunda Rueda, acompañará al campeón y ascenderá a Primera División. En el caso del Descenso, el equipo que ocupe la última posición de la Tabla General, descenderá directamente a la Segunda División Profesional para la temporada 2016-2017.

## Ascensos y descensos
| Pos. | Descendido desde Primera División 2014-15 |
| ---- | ----------------------------------------- |
| 16º  | Ñublense (Promedio)                       |
| 17º  | Cobreloa (Promedio)                       |
| 18º  | Barnechea (Promedio)                      |

| Pos. | Ascendido desde Primera División B 2014-15 |
| ---- | ------------------------------------------ |
| 1º   | San Luis de Quillota (Campeón Anual)       |

| Pos. | Descendido a Segunda División 2015-16 |
| ---- | ------------------------------------- |
| 14º  | Lota Schwager (Tabla Anual)           |

| Pos. | Ascendido a Primera División B 2015-16 |
| ---- | -------------------------------------- |
| 1º   | Deportes Puerto Montt (Campeón Anual)  |

## Árbitros
Esta es la lista de árbitros del torneo de Primera B edición 2015-2016. En la tabla se muestran los nombres de cada árbitro. Los árbitros Claudio Aranda, Carlos Rumiano, y Patricio Blanca de la Primera División, Marcelo Jeria, Nicolás Gamboa y Omar Oporto de la Segunda División Profesional, son los nuevos árbitros de la Primera B y reemplazarán a César Deischler, Francisco Gilabert y Felipe González, que pasaron a árbitrar en la Primera División. Además, Los árbitros de la Primera División, arbitrarán en la parte final de la primera y segunda rueda de este torneo, siempre y cuando no sean designados, para arbitrar en una fecha del campeonato de la categoría mencionada.
| Árbitro          |
| Claudio Aranda   |
| Patricio Blanca  |
| José Cabero      |
| René De la Rosa  |
| Nicolás Gamboa   |
| Marcelo González |
| Marcelo Jeria    |
| Héctor Jona      |
| Nicolás Muñoz    |
| Omar Oporto      |
| Cristián Pavez   |
| Christian Rojas  |
| Carlos Rumiano   |

## Equipos participantes
| Equipos participantes                        |                       |                  |                         |                               |           |           |                         |
|                                              | Equipo                | Entrenador       | Ciudad                  | Estadio                       | Capacidad | Marca     | Patrocinador Principal  |
|                                              | Barnechea             | Jorge Contreras  | Santiago (Lo Barnechea) | Municipal de Lo Barnechea     | 5.000     | Mitre     |                         |
|                                              | Cobreloa              | César Bravo      | Calama                  | Zorros del Desierto           | 13.000    | Macron    | Finning CAT             |
|                                              | Coquimbo Unido        | Juan José Ribera | Coquimbo                | Francisco Sánchez Rumoroso    | 18.750    | Penalty   | TPC                     |
|                                              | Curicó Unido          | Luis Marcoleta   | Curicó                  | Bicentenario La Granja        | 8.000     | Penalty   | Multihogar              |
|                                              | Deportes Concepción   | Ariel Pereyra    | Concepción              | Municipal Ester Roa Rebolledo | 30.448    | Luanvi    | PF                      |
|                                              | Deportes Copiapó      | Rubén Sánchez    | Copiapó                 | La Caldera (Caldera)          | 3.000     | OneFit    | Aguas Chañar            |
|                                              | Deportes La Serena    | Luis Musrri      | La Serena               | La Portada                    | 18.243    | Cafú      | PF                      |
|                                              | Deportes Puerto Montt | Erwin Durán      | Puerto Montt            | Bicentenario Chinquihue       | 11.000    | OneFit    | PF                      |
|                                              | Deportes Temuco       | Luis Landeros    | Temuco                  | Bicentenario Germán Becker    | 18.500    | M11 Sport | Rosen                   |
|                                              | Everton               | Héctor Tapia     | Viña del Mar            | Sausalito                     | 22.360    | Train     | Viña del Mar-Fox Sports |
|                                              | Iberia                | Nelson Soto      | Los Ángeles             | Municipal de Los Ángeles      | 4.150     | Training  | VTR                     |
|                                              | Magallanes            | Pablo Abraham    | Santiago (San Bernardo) | Municipal de San Bernardo     | 3.500     | Dalponte  | Besalco                 |
|                                              | Ñublense              | Fernando Díaz    | Chillán                 | Nelson Oyarzún Arenas         | 12.000    | Cafú      | PF                      |
|                                              | Rangers               | Héctor Almandoz  | Talca                   | Bicentenario Fiscal de Talca  | 8.324     | Training  | PF                      |
|                                              | Santiago Morning      | Hernán Godoy     | Santiago (Maipú)        | Santiago Bueras               | 6.000     | Training  | Finasur                 |
|                                              | Unión San Felipe      | Luis Fredes      | San Felipe              | Municipal de San Felipe       | 10.000    | KS7       | PF                      |
| Datos actualizados al día 5 de abril de 2016 |                       |                  |                         |                               |           |           |                         |

### Cambios de entrenadores
Los entrenadores interinos aparecen en cursiva.
| Equipo              | Entrenador (jornadas)                                                                                          |
| ------------------- | --- |
| Rangers             | Carlos Rojas (1-6) Héctor Almandoz (7-Presente)                                                                |
| Coquimbo Unido      | Víctor Hugo Castañeda (1-10) Jorge Cerino (11-13) Juan José Ribera (14-Presente)                               |
| Santiago Morning    | Mauricio Pozo (1-10) Justo Farrán (11) Miguel Ángel Arrué (12-24) Justo Farrán (25) Hernán Godoy (26-Presente) |
| Deportes Concepción | Juan José Ribera (1-10) Antonio Zaracho (11) Ariel Pereyra (12-Presente)                                       |
| Barnechea           | Francisco Bozán (1-15) Jorge Miranda (16-27) Jorge Contreras (28-Presente)                                     |
| Unión San Felipe    | Germán Corengia (1-20) Luis Fredes (21-Presente)                                                               |
| Everton             | Víctor Rivero (1-26) Cristián Uribe (27) Héctor Tapia (28-Presente)                                            |
| Cobreloa            | César Vigevani (1-27) César Bravo (28-Presente)                                                                |

## Equipos porregión
|
| Cobreloa Deportes Copiapó Deportes La Serena Coquimbo Unido Unión San Felipe Everton Curicó Unido Rangers Ñublense Deportes Concepción Iberia Deportes Temuco D. Puerto Montt |

| Barnechea Magallanes Santiago Morning |